# Istočni Goti
Istočni Goti zvani i Ostrogoti su bili barbarsko germansko pleme koje je s istoka došlo na prostore Zapadnog Rimskog Carstva i Istočnog rimskog carstva (Bizanta) i bitno su utjecali na političke prilike kasnog Rimskog Carstva. Najznačajniji kralj Ostrogota je bio Teodorik Veliki, koji je svrgnuo prvog barbarskog kralja Italije Odoakara.

## Pod Hunima
Uspon Huna oko 370. godine doveo je Ostrogote u vazalni odnos. Ostrogotski vladar Ermanarik ubija se 378. godine. Tokom sljedećeg desetljeća razna gotska plemena su došla do Balkana s Hunima. Goti kralja Valamera su bili jedan od glavnih hunskih vazala u bitci kod Halonsa 451. Nekoliko ustanaka protiv Huna je ugušeno. Od Huna su naučili mnogo o konjima. Nakon smrti Atile Gepidi i Goti kralja Valamera pobjeđuju Hune u bici kod Neda 454. godine.

## Poslije Huna
Nakon te pobjede Goti kralja Valamera i njegovog nasljednika Teodomira stvaraju svoje kraljevstvo u Panoniji. Tijekom drugog dijela 5. stoljeća oni sklapaju uniju s Tračanskim Gotima nakon čega nastaje narod poznat u povijesti pod imenom Istočni Goti. U tom periodu oni su sklapali saveze s Carstvom, pa su opet ratovali, uglavnom njihovi odnosi su uključivali čitavu skalu između savezništva i neprijateljstva. Onda su kao i Vizigoti otišli na Zapad.

## Na zenitu-Teodorik Veliki
Najveći ostrogotski vođa je bio Teodorik Veliki. Rođen je 454. godine. Bio je sin kralja Teodemira. Još kao mladi dječak otišao je u Konstantinopol kao talac, tj. osiguranje mira između Ostrogota i Bizanta. Život na dvoru u Konstantinopolu omogućio mu je obrazovanje o vojnoj taktici i načinu vladanja velikim Carstvom. To mu je kasnije poslužilo kad je postao vladar jednog dijela Rimskog Carstva s romaniziranom mješavinom naroda. Bizantski carevi Lav I. i Zenon su ga iznimno cijenili. Vratio se među Ostrogote kad je imao 20 godina. U to vrijeme Ostrogoti su se naselili na bizantskim dijelovima Rimskog Carstva i postali teško kontrolirani saveznici Bizanta. Teodorik Veliki pokorava i ujedinjuje gotska plemena na europskom dijelu Istočnog Rimskog Carstva. Car Zenon ga imenuje konzulom 484. godine bojeći se da će se od saveznika pretvoriti u neprijatelja. Teodorik Veliki postaje kralj Ostrogota 488. godine. Car Zenon ga šalje kao svog mandatara u Italiju kako bi preuzeo vlast od Odoakra, koji je 476. godine srušio Zapadno Rimsko Carstvo. Godine 488. Teodorik je sa svojom vojskom stigao u Italiju, čime su panonsko područje i Dunav ostali bez gospodara. Pobjeđuje u bitkama kod Soče (489.), Milana (489.) i Ade (490.). Godine 493. zauzima Ravenu i osobno ubija Odoakra. Pošto je bio regent maloljetnog vizigotskog kralja, njegovog unuka Amalrika, Teodorik Veliki je bio u stvari i kralj Vizigota. Teodorik će svoje carstvo u Italiji proširiti po cijeloj Dalmaciji u rimskim granicama, sve do Kolubare i čitav Srijem sa Singidunumom (Beogradom).

## Bizantsko-gotski rat (535. – 552.)

### Povod za rat
Poslije Teodorikove smrti 526. Ostrogoti i Vizigoti su se ponovo razdvojili. Amalarik je naslijedio vizigotsko kraljevstvo u Španjolskoj. Maloljetni Atalarik je naslijedio Italiju i Provansu. Ubrzo počeše sukobi među Ostrogotima. Atalarika nasljeđuje majka Amalasunta, koju ubijaju. Tako oslabljen ostrogotski položaj koristi car Justinijan I., koji ubojstvo kraljice koristi kao povod za rat. To je bio početak gotskog rata (535-552).

### Prvi pohod i poraz Ostrogota
Belizar, kao najuspješniji carski general, predvodio je napad na Ostrogote. Belizar je odmah zauzeo Siciliju, prešao u Italiju i do studenog zauzeo Napulj, a Rim do prosinca 536. Iz Rima je pobjegao ostrogotski kralj Vitiges. Belizar zauzima prijestolnicu ostrogotskog kraljevstva, Ravenu 540. i zarobljava ostrogotskog kralja Vitigesa.

### Ponuda mirovnog sporazuma
Justinijan I. je imao problema na istoku Bizanta. Perzijanci su napadali i pravili probleme, tako da mu je bio potreban miran zapadni front i jedna neutralna zemlja, koja bi ga odvajala od neprijateljskih Franaka. U tom trenutku Justinijan I. nudi Ostrogotima velikodušan sporazum, da oni zadrže nezavisno kraljevstvo na sjeverozapadu Italije, ali da mu predaju pola blaga Ostrogotskog kraljevstva. To je bilo zaista ogromno blago, jer je Italija bila izuzetno bogata dotada. Tu Justinijanovu poruku Ostrogotima nosio je Belizar, koji je sam bio protiv takve ponude. Ostrogotsko plemstvo se plašilo da sporazum ne sadrži nekakvu skrivenu namjeru. Ostrogoti nisu vjerovali Justinijanu, a Belizaru su vjerovali jer su s njim često bili u kontaktu, pa su zahtijevali da i on potpiše sporazum. Ostrogoti su baš bili izgubili kralja pa ponudiše krunu, Belizar koji je bio vojnik lojalan caru pa se pretvarao da prihvaća ponudu i da ide u Ravenu na krunidbu. Međutim on uhićuje vođe Ostrogota i zahtijeva da cijelo Ostrogotsko kraljevstvo bude dio Bizanta. Justinijan I. je bio ljut, jer je imao probleme s Perzijom i trebao je miran zapad, pa je poslao Belizara na front prema Perziji.

### Nastavak rata
Godine 541. Ostrogoti ubijaju jednog svog vođu koji je počeo pregovore s carstvom. Odmah biraju Totilu kao svog novog vođu. Totila je započeo silovitu i uspješnu borbu protiv Bizanta, zauzimajući cijelu sjevernu Italiju i čak uspijevajući zauzeti Rim poslije duge druge opsade. Belizar se vratio u Italiju 544. Uspio je spasiti Rim, ali njegov pohod je ovog puta bio neuspješan, zbog problema u opskrbi i dodatnim pojačanjima, koje Justinijan I. nije slao. Neki povjesničari smatraju da je bio ljubomoran. Justinijan I. 548. godine smjenjuje Belizara i postavlja Narzesa za zapovjednika. U bitci kod Tagine Narzes pobjeđuje i ubija Totilu. Ostrogoti u Rimu se predaju, a u konačnoj bitci na Vezuvu u listopadu 553. Narzes pobjeđuje zadnje ostatke ostrogotske vojske u Italiji.

### Posljedice poraza
S konačnim porazom gotsko ime se polako zaboravljalo. Goti nisu uspjeli ono što je uspjelo u Galiji i Iberiji, uspostaviti nacionalnu državu jedinstvom romanskih i germanskih elemenata. U Španjolskoj su Goti donijeli značajan elemenat modernog naroda, dok su u Italiji oni viđeni samo kao okupatori i vladari.

## Ostrogotski vladari Italije
Dinastija Amal:
- Teodemir (nije još bio u Italiji)
- Teodorik Veliki 476. – 526.
- Atalarik 526. – 534.
- Teodad 534. – 536.

Kasniji kraljevi:
- Vitiges 536. – 540.
- Ildibad 540. – 541.
- Erarik 541.
- Totila 541. – 552.
- Teja 552. – 553.